# The Cobbler (film 1911)
The Cobbler è un cortometraggio muto del 1911. Il nome del regista non viene riportato nei credit del film che, prodotto dalla Reliance Film Company, aveva come interpreti Henry B. Walthall, Gertrude Robinson, James Cooley.

## Trama
Un ciabattino vince alla lotteria diecimila dollari. Dopo avere provveduto agli studi della figlia, si dà alla bella vita, dissipando in breve l'intera somma. La ragazza, che ha conosciuto il fratello di una sua compagna, si innamora e i due giovani pensano a sposarsi. Il padre del ragazzo fa delle indagini sulla sua futura nuora, ma quando scopre la sua storia e viene a sapere del carattere del ciabattino, si oppone al matrimonio. Finiti i soldi, il calzolaio torna alla sua vecchia vita nella sua squallida botteguccia. Sarà lì che il giovane innamorato ritroverà la sua ragazza e la sua fedeltà otterrà che lei acconsenta a sposarlo.

## Produzione
Il film venne prodotto dalla Reliance Film Company

## Distribuzione
Distribuito dalla Motion Picture Distributors and Sales Company, il film - un cortometraggio di una bobina - uscì nelle sale cinematografiche degli Stati Uniti il 13 settembre 1911.